# Elecciones generales de Malaui de 2009
Las elecciones generales se celebraron en Malaui el 19 de mayo de 2009. El presidente Bingu wa Mutharika luchaba por su reelección; su adversario principal era John Tembo, el presidente del Partido de Congreso del Malaui (MCP). Otros cinco candidatos también participaron.  La elección la ganó Mutharika, quien fue reelegido a la Presidencia con alrededor de dos tercios de los votos emitidos. El Partdo de Mutharika, el DPP, también obtuvo una sólida mayoría parlamentaria.

## Sistema electoral
La inscripción de votantes empezó en agosto del 2008 y estuvo planificada para acabar el 29 de noviembre de 2008, pero el 20 de noviembre (ya para entonces 3.5 millones de votantes habían sido registrados) se anunció que la inscripción sería extendida a diciembre. Esta extensión estuvo causada por los problemas relacionaron a las cámaras digitales que eran necesarias en el proceso.
Entre el 2 y el 6 de febrero, candidatos presidenciales y parlamentarios entregaron su documentación. El período oficial de campaña empezó el 17 de marzo y está planificado para concluir el 17 de mayo. El parlamento se disolvió el 20 de marzo, de acuerdo con la constitución, y posteriormente la Comisión Electoral de Malaui (MEC) anunció qué candidatos habían quedado en las listas oficiales de candidatos.

## Campaña
El 22 de octubre de 2008, Hetherwick Ntaba, el Secretario General del Partido Demócrata Progresista (DPP), anunció que el consejo nacional del partido unánimemente había aprobado a Mutharika como el candidato a la presidencia. Aun así, la ministra de Relaciones Exteriores Joyce Banda dijo el 16 de enero de 2009 que Mutharika sentía que la aprobación del consejo era insuficiente y que quería la aprobación de la base del partido. Por tanto, buscó el respaldo de los delegados del DPP en una convención. Más tarde, cuando la convención del DPP nombró a Mutharika candidato a la presidencia, Mutharika escogió a Banda como su candidata a la vicepresidencia.
Bakili Muluzi, fue designado candidato por el Frente Democrático Unido (UDF), anteriormente ejerció dos veces de presidente de 1994 a 2004. Según la constitución, un presidente no puede servir más de dos mandatos consecutivo de cinco años. Muluzi había estado fuera del poder desde 2004, por lo que sus seguidores argumentaron que el límite de mandatos no tendría que aplicar a él, dado que solo tenía dos mandatos cuando constitucionalmente podía ejercer hasta cuatro.
Hablando a Radio Capital el 22 de febrero de 2009, Muluzi acusó el gobierno de utilizar intimidación contra su candidatura y advirtió que tal conducta podría dirigir a "problemas". Unos cuantos días más tarde, Muluzi fue acusado por la Anti-Agencia de Corrupción de robar 12 millones de dólares de dinero en ayudas; más tarde apareció ante un tribunal en Blantyre y fue liberado bajo fianza. La Comisión Electoral declaró no era apto para participar en las elecciones, pero sus seguidores pidieron que se pronunciara el Tribunal Constitucional. El 16 de mayo, sólo tres días antes de las elecciones, el Tribunal Constitucional decidió no aprobar la candidatura de Muluzi.
El Presidente del Partido del Congreso de Malaui (MCP), John Tembo fue considerado como el principal candidato de oposición, y el MCP formó una alianza electoral con la UDF antes de las elecciones. El candidato a la vicepresidencia de Tembo era Temboera Brown Mpinganjira de la UDF. Observando que el DPP nunca había participado en una elección (el partido fue fundado en 2005), Tembo argumentó que él y el MCP tenía la experiencia para gobernar el país correctamente: "pertenezco al pasado, pertenezco al presente y también pertenezco al futuro." Después de esas declaraciones Tembo rompió la alianza con el UDF.
El candidato independiente James Nyondo entregó sus documentos para la candidatura el 4 de febrero. Fue el único candidato independiente en las elecciones y su campaña se centró en la necesidad de una generación nueva de liderazgo, un gabinete más pequeño, y un fin a la extravagancia personal de los gobiernos actuales y anteriores.
Loveness Gondwe de la Nueva Coalición del Arco Iris entregó su documentación para la candidatura presidencial el 3 de febrero, siendo la primera mujer en postular a la presidencia en Malaui. Acentuó la importancia de celebrar una elección libre y justa, evitando la clase de confusiones que afectaron a Kenia y Zimbabue en 2008.
Los observadores esperaron una elección cerrada entre los dos candidatos más fuertes, Mutharika y Tembo. Mientras Tembo disfrutó del respaldo de los dos partidos más antiguos y establecidos del país —el MCP y la UDF— el presidente Mutharika fijó su mensaje en el fuerte crecimiento económico de 8%, y el resultado antes de las elecciones era incierto. Mutharika, quién tenía 75 años en el momento de la elección, dijo que dejaría la política si perdía la elección, pero que si ganaba se retiraría en 2014.

## Resultados
La Comisión Electoral declaró que Bingu wa Mutharika había ganado la elección presidencial, después de que el 93% de los votos hubiera sido contado. Mutharika obtuvo 2.9 millones de votos con John Tembo, su rival más cercano, obteniendo 1.4 millones.
En las elecciones parlamentarias, el DPP ganó 114 escaños, obteniendo una mayoría fuerte en la Asamblea Nacional, mientras el MCP perdió más de la mitad de su representación anterior y la UDF ganando sólo 17. Mutharika y el DPP arrasaron en el norte del país, pero también actuado bien en las regiones centrales y del sur, a pesar de que aquellas regiones han sido históricamente dominadas por el MCP y el UDF respectivamente. Algunos analistas sugirieron que esta elección marcada la salida de Malaui del tradicional patrón de votantes fuertemente influidos por la región. A diferencia de Tembo, Muluzi aceptó los resultados oficiales de la elección. 32 independiente fueron elegidos, aunque muchos de ellos se unieron al DPP después de las elecciones; un escaño lo ganó el Partido Popular de Maravi (MPP), la Alianza para Democracia (AFORD) y el Foro de Malaui para la Unidad y Desarrollo (MAFUNDE). En una circunscripción se retrasó la elección.

### Presidente
| Candidato                                     | Partido                            | Votos     | %     |
| --------------------------------------------- | ---------------------------------- | --------- | ----- |
| Bingu wa Mutharika                            | Partido Demócrata Progresista      | 2,963,820 | 66.17 |
| John Tembo                                    | Partido del Congreso de Malaui     | 1,365,672 | 30.49 |
| Kamuzu Chibambo                               | Partido de Transformación Popular  | 35,358    | 0.79  |
| Stanley Masauli                               | Partido Republicano                | 33,982    | 0.76  |
| Loveness Gondwe                               | Coalición de Arcoíris              | 32,432    | 0.72  |
| James Mbowe Nyondo                            | Independiente                      | 27,460    | 0.61  |
| Dindi Gowa Nyasulu                            | Alianza para Democracia            | 20,150    | 0.45  |
| Votos nulos/en blanco                         | Votos nulos/en blanco              | 117,028   | @–    |
| Total                                         | Total                              | 4,595,902 | 100   |
| Votantes registrados/participación            | Votantes registrados/participación | 5,871,819 | 78.27 |
| Fuente: Base de datos de Elecciones africanas |                                    |           |       |

### Asamblea nacional
| Partido                                 | Votos     | %     | Asientos | +/@–  |
| --------------------------------------- | --------- | ----- | -------- | ----- |
| Partido Demócrata Progresista           | 1,739,202 | 39.99 | 114      | Nuevo |
| Partido del Congreso de Malaui          | 562,859   | 12.94 | 26       | –31   |
| Frente Democrático Unido                | 562,025   | 12.92 | 17       | –32   |
| Movimiento Progresista Popular          | 48,389    | 1.11  | 0        | –6    |
| Nuevo Partido Republicano               | 43,009    | 0.99  | 0        | Nuevo |
| Alianza para la Democracia              | 38,427    | 0.88  | 1        | @–5   |
| Coalición de Arcoíris                   | 30,847    | 0.71  | 0        | Nuevo |
| Congreso de Demócratas                  | 19,432    | 0.45  | 0        | Nuevo |
| Partido del Pueblo Mavari               | 17,609    | 0.40  | 1        | Nuevo |
| Partido de la Transformación Popular    | 8,498     | 0.20  | 0        | –1    |
| Foro de Malaui para Unidad y Desarrollo | 6,831     | 0.16  | 1        | +1    |
| Partido Republicano                     | 4,111     | 0.09  | 0        | –15   |
| Partido Democrático de Malaui           | 456       | 0.01  | 0        | 0     |
| Frente Patriótico Nacional              | 438       | 0.01  | 0        | Nuevo |
| Partido de Unidad Nacional              | 284       | 0.01  | 0        | 0     |
| Frente Popular                          | 128       | 0.00  | 0        | Nuevo |
| Congreso para Unidad Nacional           | 92        | 0.00  | 0        |       |
| Independientes                          | 1,266,681 | 29.12 | 32       | –8    |
| Vacantes                                | –         | –     | 1        | –     |
| Votos/de espacio nulo                   | 211,074   | –     | –        | –     |
| Total                                   | 4,560,392 | 100   | 193      | 0     |
| Votantes registrados/participación      | 5,846,264 | 78.01 | –        | –     |
| Fuente: MEC                             |           |       |          |       |

## Consecuencias
Mutharika y Joyce Banda tomaron posesión como presidente y vicepresidenta el 22 de mayo de 2009. El MCP boicoteó el acontecimiento, pero Muluzi del UDF estuvo presente. Algunos en el MCP pedían reconocer a Mutharika y la renuncia de Tembo a la presidencia del MCP.